# 菩薩戒
菩薩戒（ぼさつかい、梵: bodhisattva-śīla、梵: bodhisattva-saṃvara）は、大乗仏教の菩薩が受けて保つべき戒。菩薩を特色づける戒。大乗戒や仏性戒ともいう。

## 概説
菩薩戒は、在家にも出家にもありうるものである。僧伽の構成員を形成する七衆を特色づける戒が七衆戒と総称され律蔵の文献で説かれるのに対し、菩薩の特徴となる戒が菩薩戒と総称され、一般的には経蔵の文献で説かれる。
菩薩戒の典型と考えられているのは瑜伽師地論の三聚浄戒であり、中国で成立した菩薩戒の代表に梵網戒がある。
具体的に遵守すべき戒条は学処（がくしょ）と呼ばれる。瑜伽師地論では四重四十三軽戒が、梵網経では十重四十八軽戒が学処として定められた。
菩薩戒は菩提心や仏性に基づくものとされ、形式よりも動機や心を重視する傾向がある。